# François Ignace Schaal

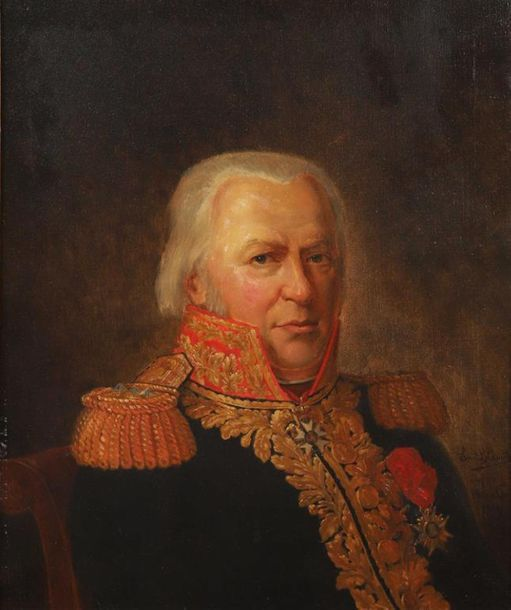
Porträt von François Ignace Schaal

François Ignace Schaal (* 5. Dezember 1747 in Sélestat (heute im Département Bas-Rhin); † 8. August 1833 ebenda) war ein französischer General der Révolution und des Premier Empire.
Am 3. März 1793 wird er provisorisch zum Général de brigade und am 13. Juni 1795 zum Divisionsgeneral ernannt.
Während der Französischen Revolution war er einer der Kommandanten der republikanischen Armée, wo er sich insbesondere bei der Belagerung von Mainz hervortat und als Nachfolger Klebers die Übergabe der Stadt von FML von Neu verlangte. Vom 14. Februar bis zum 29. April 1795 war er als Kommandant der republikanischen Rheinarmee an der Belagerung von Mainz beteiligt.
Als Getreuer Napoleon Bonapartes folgte er seiner Militärverpflichtung innerhalb der Armee des ersten Kaiserreichs. Ebenso wie viele weitere Offiziere, die dem Kaiser gedient haben, ist sein Name auf der vierzehnten Kolonne des Triumphbogens in Paris eingetragen, die an der Avenue des Champs-Élysées liegt.
Francois Ignace Schaal war später auch in der Politik engagiert und zwischen 1800 und 1807 Bürgermeister von Sélestat (Schlestadt/Schlettstatt).